# Wälder südl. Greifswald
Wälder südl. Greifswald este o arie protejată (arie de protecție specială avifaunistică — SPA) din Germania întinsă pe o suprafață de 2.424 ha, integral pe uscat.

## Localizare
Centrul sitului Wälder südl. Greifswald este situat la coordonatele 54°01′33″N 13°27′39″E / 54.0258°N 13.4608°E.

## Înființare
Situl Wälder südl. Greifswald a fost declarat arie de protecție specială avifaunistică în aprilie 2008 pentru a proteja 14 specii de animale.

## Biodiversitate
Situată în ecoregiunea continentală, aria protejată nu include niciun habitat protejat.
La baza desemnării sitului se află mai multe specii protejate de  păsări (14): acvilă țipătoare mică (Aquila pomarina), barză albă (Ciconia ciconia ciconia), cristeiul de câmp (Crex crex), ciocănitoarea de stejar (Dendrocopos medius), ciocănitoare neagră (Dryocopus martius), muscar (Ficedula parva), Grus grus grus, sfrâncioc roșiatic (Lanius collurio), gaia neagră (Milvus migrans), gaia roșie (Milvus milvus), muscar sur (Muscicapa striata), viespar (Pernis apivorus), silvie porumbacă (Sylvia nisoria), nagâț (Vanellus vanellus).